# Swingjugend
Lo Swing-Jugend  era il nome con cui era chiamato un gruppo di appassionati di jazz e swing presente nella Germania degli anni 1930. Erano presenti in particolar modo ad Amburgo,  e Berlino. Si trattava di giovani studenti di scuole superiori di entrambi i sessi tra i 14 ed i 18 anni, ma vi partecipavano anche degli operai apprendisti.
Si ispiravano allo stile di vita britannico e americano, identificandolo nella musica swing, e opponendosi all'ideologia nazista, specialmente alla Gioventù hitleriana.

## Nome
Il nome "Swingjugend" ("gioventù swing") era una sorta di parodia dei numerosi gruppi "gioventù" che fiorirono sotto il nazismo. Si riferivano a se stessi anche come "Swings" o "Swingheinis" ("Swingità"); i membri erano chiamati anche "Swing-Boy", "Swing-Girl" o "Old-Hot-Boy". In Germania era anche usato il termine dispregiativo „Tangobubi".

## Sottocultura
La musica jazz era considerata offensiva per l'ideologia nazista perché era spesso eseguita da musicisti neri e da diversi ebrei. La chiamavano "Negro music" o "musica degenerata" — termine coniato parallelamente a "entartete Kunst" (arte degenerata). Inoltre i testi delle canzoni sfidavano l'ideologia nazista, arrivando a promuovere permissività sessuale o il libero amore.
Gli swing boy inizialmente furono fondamentalmente apolitici. Un termine popolare usato da loro per auto-definirsi era Lottern, tradotto grossolanamente con qualcosa tra  indolente e sordido ad indicare disprezzo per la spinta a fare un "lavoro utile" e per i repressi costumi sessuali del tempo. Rapporti di osservatori della Gioventù hitleriana su Swing parties e jitterbug erano pieni di dettagli particolareggiati sulla palese natura sessuale di entrambi. Un rapporto descrive come "depravazione morale" il fatto che i Swingjugen prendessero piacere dalla loro sessualità.
La Swingjugend è stata definita come una sottocultura, a causa del loro abbigliamento e della loro musica. Il loro comportamento, descritto da molti nazisti come "effeminato," andava contro il militarismo spartano che il regime cercava di inculcare nella sua gioventù. Organizzavano festival e gare di danza ed invitavano orchestrine jazz. Questi eventi erano occasioni per parodiare i nazisti, i militari e la Hitlerjugend—da qui il famoso "Swing heil!", che parodiava  il saluto nazista "Sieg Heil!". La Swingjugend aveva capelli lunghi, cappelli, portava ombrelli e si incontrava nei caffè e nei club. Svilupparono uno  gergo per lo più fatto di anglicismi.
Nonostante ciò non tutto il jazz fu proibito in Germania in quel periodo.
A causa delle popolarità di questo tipo di musica, fu permessa una versione più mite, più lenta, "germanizzata" strettamente regolamentata.
Lo swing fu tollerato in qualche misura almeno fino al 2 marzo 1940, quando, di sera, presso la Weißen Saal (Sala Bianca) della Curio-Haus (Casa delle Curiosità) a Rothenbaumchaussee in Amburgo più di 400 giovani parteciparono ad una festa danzante dove una banda del quartiere di Groß Flottbek, guidata dallo studente suonatore di fisarmonica Heinz Beckmann, suonava, ma un folto contingente di membri della Gioventù hitleriana e della Gestapo circondò l'edificio iniziarono a dare la caccia sistematica ai quei giovani appassionati di swing.
Molti di questi giovani furono arrestati per "degenerazione" per aver partecipato a quella festa.
Tra l'ottobre 1940 e il dicembre 1942 nella sola Amburgo furono arrestate 383 persone, il 90% delle quali aveva meno di 21 anni.

### Connessione con laWeiße Rose
La Swingjugend di Amburgo ad un certo momento ebbe contatti con un altro famoso movimento di resistenza, quando tre membri della  Weiße Rose  ("Rosa Bianca") svilupparono una simpatia per la Swing Jugend. Non si arrivò ad una cooperazione formale, anche se questi contatti furono in seguito usati dal Volksgerichtshof ("Tribunale del popolo") per accusare alcuni componenti della Swingjugend di propaganda anarchica e di sabotaggio delle forze armate. Il successivo processo, sentenza capitale ed esecuzione furono evitati per la fine della guerra.

## Film
Nel 1993 fu girato un film intitolato Swing Kids - Giovani ribelli che esaminava questa cultura ribelle underground durante la Germania nazista. Il film fu diretto da Thomas Carter e aveva come protagonisti Robert Sean Leonard, Christian Bale, Frank Whaley, e Kenneth Branagh (non accreditato); non ebbe successo commerciale, ma fu abbastanza seguito nell'ambiente underground, ed è un film storico abbastanza accurato.